# Imme Dros
Emmy Theodora (Imme) Dros (Oudeschild, 26 september 1936) is een Nederlandse schrijfster van jeugdliteratuur, vertaalster, scenarist en librettist.

## Leven
Dros werd als eerste van zes kinderen geboren op Texel en groeide op dat eiland op. Ze bezocht het gymnasium in Den Helder en studeerde Nederlands in Amsterdam. Daarbij ontmoette ze haar echtgenoot Harrie Geelen met wie ze drie kinderen kreeg, onder wie Pieter Geelen (1964), de mede-oprichter van het navigatiebedrijf TomTom.
In 1971 debuteerde Dros als schrijver met Het paard Rudolf. Harrie Geelen, met wie ze in Hilversum woont, illustreerde veel van haar boeken.

## Werk
In de jaren zeventig schreef Dros boeken over dieren en boeken naar aanleiding van televisieseries waaraan haar man ook meewerkte. Vanaf de jaren 80 nemen onzekere pubers een grote plaats in in haar werk. Eind jaren 80 volgen boeken voor beginnende lezers, onder andere de serie over Roosje. Veel opzien baarden ook haar sprookjesbewerkingen en de vertaling en bewerkingen van Odyssee en Ilias van Homerus in de jaren 90.
In 2007 schreef Imme Dros het libretto van de opera 'Styx', uitgevoerd door Holland Opera (regie Joke Hoolboom), met muziek van Chiel Meijering door De Volharding. In 2010 schreef ze het libretto van de opera 'Blauwbaard' eveneens met muziek van Chiel Meijering uitgevoerd door het Carthago Consort. Imme Dros schreef verschillende libretti voor jeugdopera's van Holland Opera waaronder 'Zieltje' naar Psyche en Eros en 'Roodhapje' een bewerking van de toneeltekst van Imme Dros: 'De Wolf die tegen water praatte'

## Bibliografie

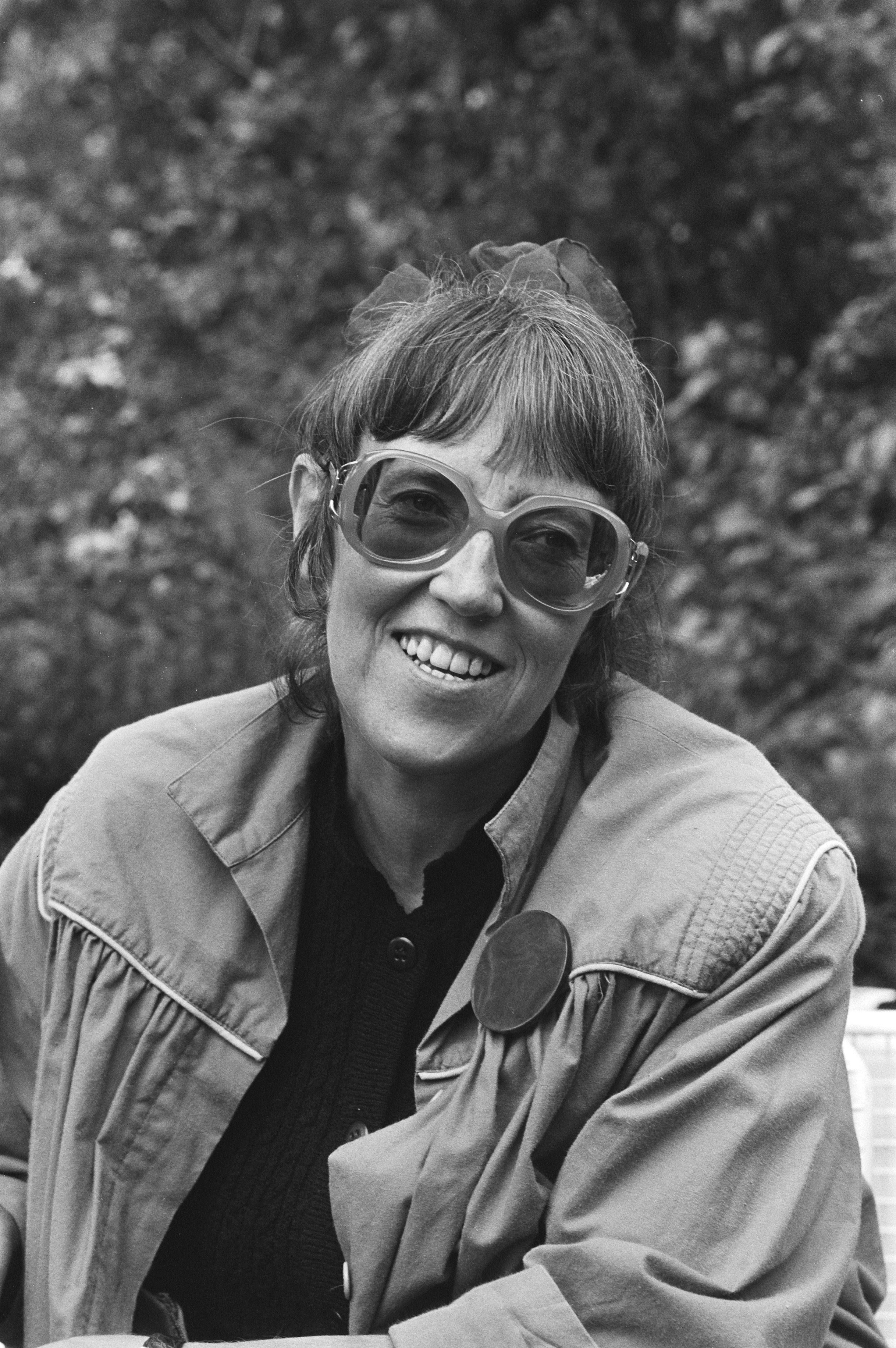
Imme Dros (1989)

## Bekroningen
Dros won 16 maal de Zilveren Griffel. Zij werd nog nooit met de Gouden Griffel bekroond.
- 1981 Zilveren Griffel voor De zomer van dat jaar
- 1983 Nienke van Hichtum-prijs voor En een tijd van vrede
- 1988 Zilveren Griffel voor De trimbaan
- 1988 Zilveren Griffel voor Annetje Lie in het holst van de nacht
- 1988 Woutertje Pieterse Prijs voor Annetje Lie in het holst van de nacht
- 1989 Zilveren Griffel voor De reizen van de slimme man
- 1990 Zilveren Griffel voor Roosje kreeg een ballon
- 1991 Zilveren Griffel voor De o van opa
- 1992 Zilveren Griffel voor Ik wil die!
- 1993 Vlag en Wimpel (tekst) voor Een heel lief konijn
- 1994 Zilveren Griffel voor De blauwe stoel, de ruziestoel
- 1995 Zilveren Griffel voor Odysseus : een man van verhalen
- 1996 Zilveren Griffel voor Morgen ga ik naar China
- 1996 Pluim van de maand juni voor Morgen ga ik naar China
- 1996 Vlag en Wimpel (tekst) voor Ongelukkig verliefd
- 1997 Pluim van de maand december voor Dit is het huis bij de kromme boom
- 1998 Zilveren Griffel voor Dit is het huis bij de kromme boom
- 2000 Zilveren Zoen voor Ilios : het verhaal van de Trojaanse oorlog
- 2003 Theo Thijssen-prijs voor het gehele oeuvre
- 2004 Zilveren Griffel voor Het mooiste boek van de wereld
- 2006 Zilveren Griffel voor Bijna jarig!
- 2006 Woutertje Pieterse Prijs voor Bijna jarig
- 2007 Leespluim van de maand januari voor Pareltjespap is pap voor prinsessen
- 2010 Leespluim van de maand november voor Het boeboek
- 2011 Zilveren Griffel voor Het boeboek
- 2013 Zilveren Griffel voor Zoveel als de wereld hou ik van jou
- 2016 Zilveren Griffel voor Tijs en de eenhoorn